# Норуа-сюр-Урк
Норуа-сюр-Урк (фр. Noroy-sur-Ourcq) — коммуна во Франции, находится в регионе Пикардия. Департамент коммуны — Эна. Входит в состав кантона Вилле-Котре. Округ коммуны — Суассон.
Код INSEE коммуны — 02557.

## Население
Население коммуны на 2010 год составляло 158 человек.
| 1962 | 1968 | 1975 | 1982 | 1990 | 1999 | 2010 |
| ---- | ---- | ---- | ---- | ---- | ---- | ---- |
| 84   | 84   | 62   | 76   | 91   | 122  | 158  |

## Экономика
В 2010 году среди 98 человек трудоспособного возраста (15—64 лет) 65 были экономически активными, 33 — неактивными (показатель активности — 66,3 %, в 1999 году было 68,1 %). Из 65 активных жителей работали 58 человек (35 мужчин и 23 женщины), безработных было 7 (1 мужчина и 6 женщин). Среди 33 неактивных 17 человек были учениками или студентами, 8 — пенсионерами, 8 были неактивными по другим причинам.